# Nickol
Nickol är en ort i Australien. Den ligger i kommunen Roebourne och delstaten Western Australia, omkring 1 200 kilometer norr om delstatshuvudstaden Perth. Antalet invånare är 4 289.
Närmaste större samhälle är Karratha, nära Nickol. 
Omgivningarna runt Nickol är i huvudsak ett öppet busklandskap. Trakten runt Nickol är nära nog obefolkad, med mindre än två invånare per kvadratkilometer. Stäppklimat råder i trakten. Genomsnittlig årsnederbörd är 409 millimeter. Den regnigaste månaden är januari, med i genomsnitt 148 mm nederbörd, och den torraste är augusti, med 1 mm nederbörd.